# AMC-7
El AMC-7 es un satélite artificial propiedad de SES World Skies. Lanzado el 14 de septiembre del año 2000 desde el Guiana Space Centre en Kourou, Guayana Francesa proporciona cobertura a Norteamérica, Hawái, las islas del Caribe y gran parte de México. Describe una órbita geoestacionaria a 35800 km de altura sobre el Océano Pacífico, al este de Hawái. Es utilizado principalmente para la difusión de señal para la Televisión por Cable.
El satélite fue fabricado por la empresa Lockheed Martin, y al momento del despegue el satélite pesaba 1983 kg.